# Angelica heterocarpa
Angelica heterocarpa — вид рослин із родини окружкових (Apiaceae).

## Біоморфологічна характеристика
Багаторічна рослина від 1 до 2 метрів заввишки з дуже порожнистим стеблом, гладким, рифленим і грубо запушеним у верхній частині. Листки дуже рясні, двоперисті, з ланцетними або яйцювато-ланцетними листочками, при основі послаблені або клиноподібні, дрібно зазубрені, з зубцями, що закінчуються плівчастими вістрями. Зонтики великі. Квіти білі. Плід у довжину 4–6 мм, овальні чи еліптичні, з тупими ребрами, краї трохи більші або розширені у вигляді потовщених крил.

## Середовище проживання
Ендемік південно-західної Франції. Цей вид росте уздовж західного узбережжя Франції. Його ареал має площу 25 000 км². Росте по краях річок і лиманів.

## Загрози й охорона
Основними загрозами для цього виду є експлуатація лісів без відновлення, розвиток інфраструктури в міських і промислових районах (портах), а також зміна гідрографічного функціонування, наприклад, будівництво набережних, створення судноплавних шляхів або рекультивація землі з моря.
Angelica heterocarpa охороняється в Європі і занесений до Додатку І Бернської конвенції (охоронна категорія: вид підлягає особливій охороні), а також до Директиви Європейського Союзу 92/43/ЄС «Про збереження природних оселищ та видів природної фауни і флори» (Додаток ІІ. Види рослин і тварин, що становлять особливий інтерес для Європейського Союзу, збереження яких потребує створення територій особливої охорони). Він охороняється на національному рівні у Франції (Додаток 1). Охоронні заходи проводяться в Нанті та південно-західних лиманах, координуються Ботанічними консерваторіями Бреста та Південної Атлантики.